# Latina Calcio 1932
El Latina Calcio 1932, comunament conegut com a Latina, és un club de futbol italià amb seu a Latina, Lazio. Actualment juguen a la Serie C.

## Història
El club va ser fundat el 1932 com a Unione Sportiva Latina Calcio i posteriorment es va restablir diverses vegades fins al 2009, quan va aconseguir el nom d'US Latina Calcio.
L'equip va arribar a la Lega Pro Prima Divisione per primera vegada en 29 anys, després d'haver ascendit des de la Lega Pro Seconda Divisione grup C la temporada 2010-11. El 2013 van ascendir a la Sèrie B.
El 21 d'abril de 2013, el club va guanyar el seu primer trofeu, la Coppa Italia Lega Pro 2012-13, després de derrotar el Viareggio a la final.
La seva primera temporada de la Sèrie B va acabar en tercera posició i finalment va perdre a la final del play-off contra l'AC Cesena.
Al final de la temporada de la Sèrie B 2016-17, el club es va declarar en fallida després de no trobar un nou comprador, amb deutes de més de 6 milions d'euros, la qual cosa significa que una nova encarnació de Latina hauria de començar des de les lligues d'aficionats. El club va ser refundat com a Latina Calcio 1932 i va competir a la Sèrie D per a la temporada 2017-18.

## Palmarès
- Copa Itàlia Sèrie C

Guanyadors: 2012–13
- Lega Pro Segona Divisió

Guanyadors: 2010–11 (grup C)